# Retinoic Acid Response Element
Pour les articles homonymes, voir RARE.
Le Retinoic Acid Response Element, ou RARE, est une séquence d'ADN permettant la fixation des récepteurs de l'acide rétinoïque.